# Vladimir Lisin
Vladimir Sergejevitj Lisin, ryska: Владимир Сергеевич Лисин, född 7 maj 1956, är en rysk företagsledare och stålmagnat som är huvudägare och styrelseordförande för den multinationella stålproducenten Gruppa NLMK. Den amerikanska ekonomitidskriften Forbes rankar Lisin till att vara den rikaste ryssen samt världens 50:e rikaste med en förmögenhet på $20 miljarder för den 18 maj 2018.
Han avlade en examen vid Sibirskij Gosudarstvennyj Industrialnyj Universitet och master of science i nationalekonomi och ledarskap vid Rossijskaja akadeija narodnogo chziajstva i gosudarstvennoj sluzjby pri Prezidente Rossijskoj Federatsnn.
Lisin är en stor anhängare av sportskytte och är ordförande för European Shooting Confederation (2009–), vice ordförande för International Shooting Sport Federation (2014–) och den ryska olympiska kommittén (2011–).
Lisin blev sanktionerad av Australien efter Rysslands invasion av Ukraina 2022.